# Педру-Режис
Педру-Режис (порт. Pedro Régis) — муниципалитет в Бразилии, входит в штат Параиба. Составная часть мезорегиона Зона-да-Мата-Параибана. Входит в экономико-статистический  микрорегион Литорал-Норти. Население составляет 6067 человек на 2016 год. Занимает площадь 73,362 км². Плотность населения — 78,37 чел./км².
Праздник города — 29 апреля. 

## Статистика
- Валовой внутренний продукт на 2014 год составляет 39 155 000,00 реалов (данные: Бразильский институт географии и статистики)[2].
- Валовой внутренний продукт на душу населения на 2014 год составляет 6526,84 реалов (данные: Бразильский институт географии и статистики)[2].
- Индекс человеческого развития на 2010 год составляет 0,542 (данные: Программа развития ООН)[3].